# Élections législatives de 1978 aux îles Féroé
Les élections générales féroïennes se sont tenues le 7 novembre 1978. Ces élections ont été marquées par la victoire du Parti de l'union qui obtient 8 des 32 sièges composant le Løgting.

## Résultats
| Parti | Parti                               | Voix   | %    | +/-        | Sièges | +/-        |
| ----- | ----------------------------------- | ------ | ---- | ---------- | ------ | ---------- |
|       | Parti de l'union (B)                | 5 966  | 26,3 | 7,2        | 8      | 3          |
|       | Parti social-démocrate (C)          | 5 062  | 22,3 | 3,5        | 8      | 1          |
|       | Parti républicain (E)               | 4 614  | 20,3 | 2,2        | 6      | stagnation |
|       | Parti du peuple (A)                 | 4 067  | 17,9 | 2,6        | 6      | 1          |
|       | Parti de l'autogouvernement (D)     | 1 626  | 7,2  | stagnation | 2      | stagnation |
|       | Parti du progrès et de la pêche (F) | 1 389  | 6,1  | 3,6        | 2      | 1          |
| Total | Total                               | 22 724 | 100  | stagnation | 32     | 6          |